# حصار لكيش

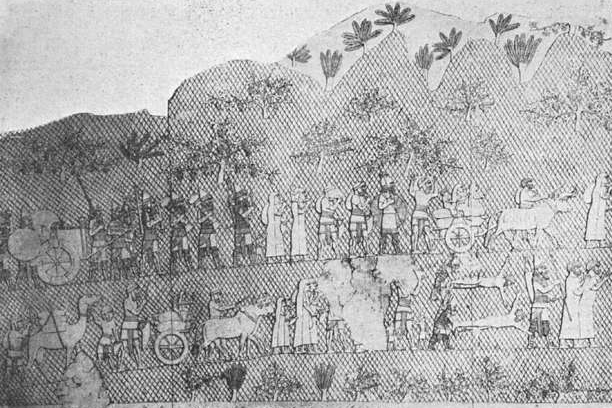
تصوير أسـتعباد سكان لكيش من قبل الاشـورين 701 قبل الميلاد

حـصار لكـيش هو أسـم الحـصار وفـتح مـدينة لكـيش في فلـسطين في 701 قبـل المـيلاد خـلال حملة الملك سنحاريب. الحـصار وثـق في عـدة مـصادر منـها التوراة العـبرية, أضـافة إلى الـواثـق الأشـورية في نـقوش لـكيش وهـي مجـموعة مـن الـنقوش المحـفوظـة على جـدران قصر سنحاريب في نينوى

## ألحـصار

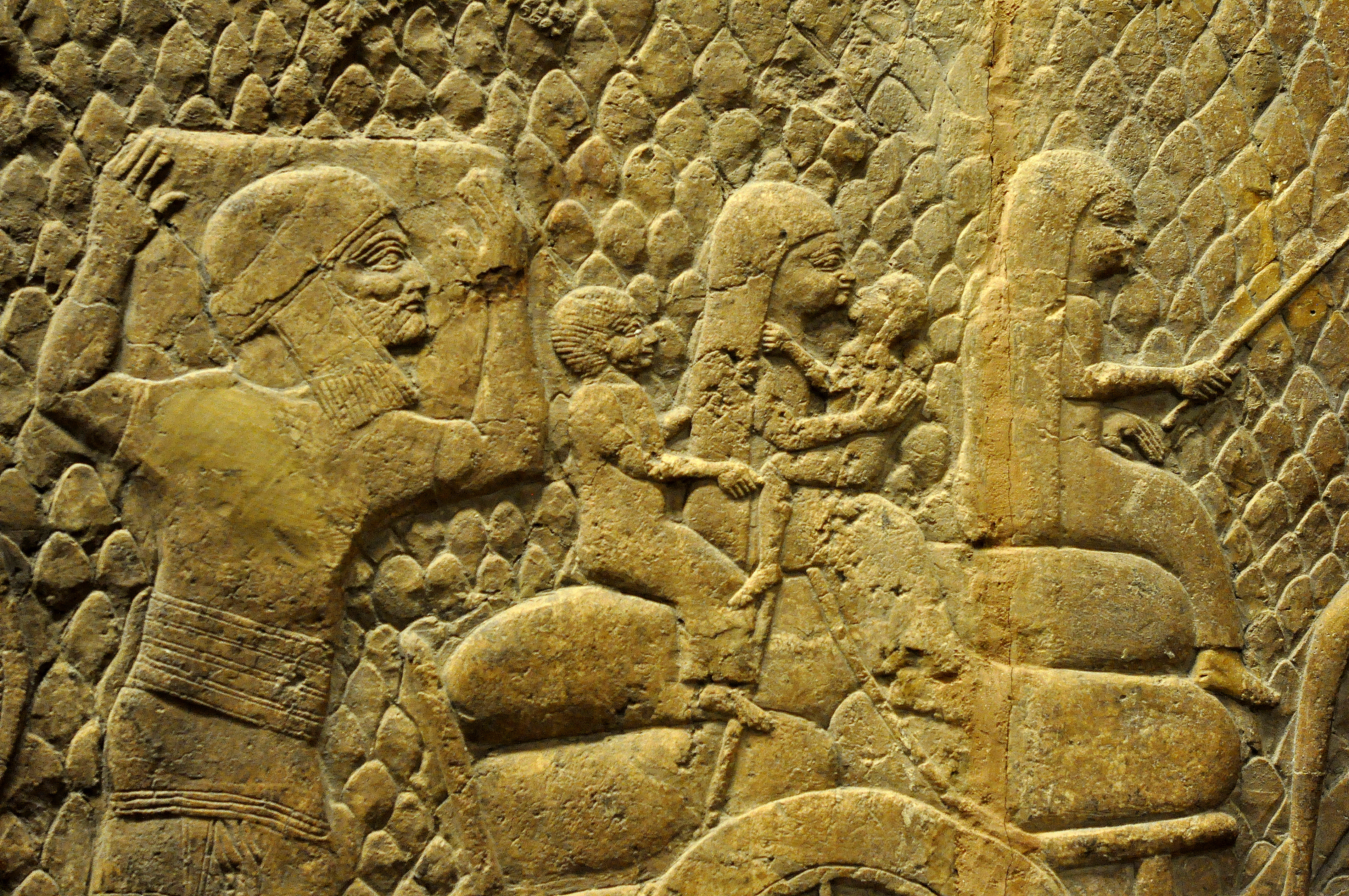
نـقوش تظـهر ترحـيل السـكان

المـدينة تـم احتـلالـها من الأشـورين خـلال حـملة سنحاريب العـسكرية, وتـم أسـر السـكان وعـذب زعـماء المـدينة حتى الموت, هجـرت المـدينة ثـم سكـنت من جديـد بعـد عـودتـهم سـكانها من بابل .
النـقوش الأشـورية تـصور حـصار لكـيش بـوضوح ويصور دك اجــزاء من المدينة, يـحتوي المتحف البريطاني على مجـموعة قـيمة من الـنقوش تصور الحـصار بالتـفاصيل. وتـظهر الجـنود الاشـوريين يـرمـون السـهام, والحـجارة ويـخترقون جـدارن الـقلعة بالسـلالم , ويحـتمي المـهاجـمين خلـف الدروع ويـستخـدمون الاكـباش الضـاربة لتـحطيم الأبواب. وتــظهر الأسـوار وأبـراج مديـنة لكيش ممـتلئه بالمـدافعـين يـرمون السـهام والاحجار والمـشاعل فـوق رؤوس المـهاجمـين.
وتـسـتمر النـقوش بأظـهار نـهب المـدينة , وأظـهار المـدافـعين يـرمـون من فـوق ألأسـوار وقـطع أعـناقـهم وهـم يطـلبون الرحـمة.

## أسـباب الحصار
أن سـبب قـيام الملك سنحاريب بالحـملة العـسكرية هو أمـتناع حزقيا ملك يهوذا الخاضعة للأمبراطورية الاشورية عن أعـطاء الجزية الأمر الذي جعل سنحاريب يقـوم بحملته التي كانت حصيلتها تدمير 46 مدينة وقرية محصنة وأسـتعباد 200150 ونقلهم إلى بلاد الرافدين كما ذكرت الكتابات المسمارية ان الملك سنحاريب حاصر حزقيا ملك يهوذا مثل "الطير في القفص "

## أكتشـاف النقوش
تـم اكـتشاف الـنقوش من العالم الشاب اسـتن لايارد خلال التنقيب في عام 1845-1847 في نينوى شـمال العراق وأظـهر باحث أسرائيلي أن النقوش الأشورية التي تصور الاسوار والمدينة تتطابق تماما مع مواقع الاسوار والمدينة حسب الحفريات قرب تل لكيش

## مـعرض الصـور
مـعظم الـنقوش والكتابات محفوطـة ومعروضـة في المتحف البريطاني

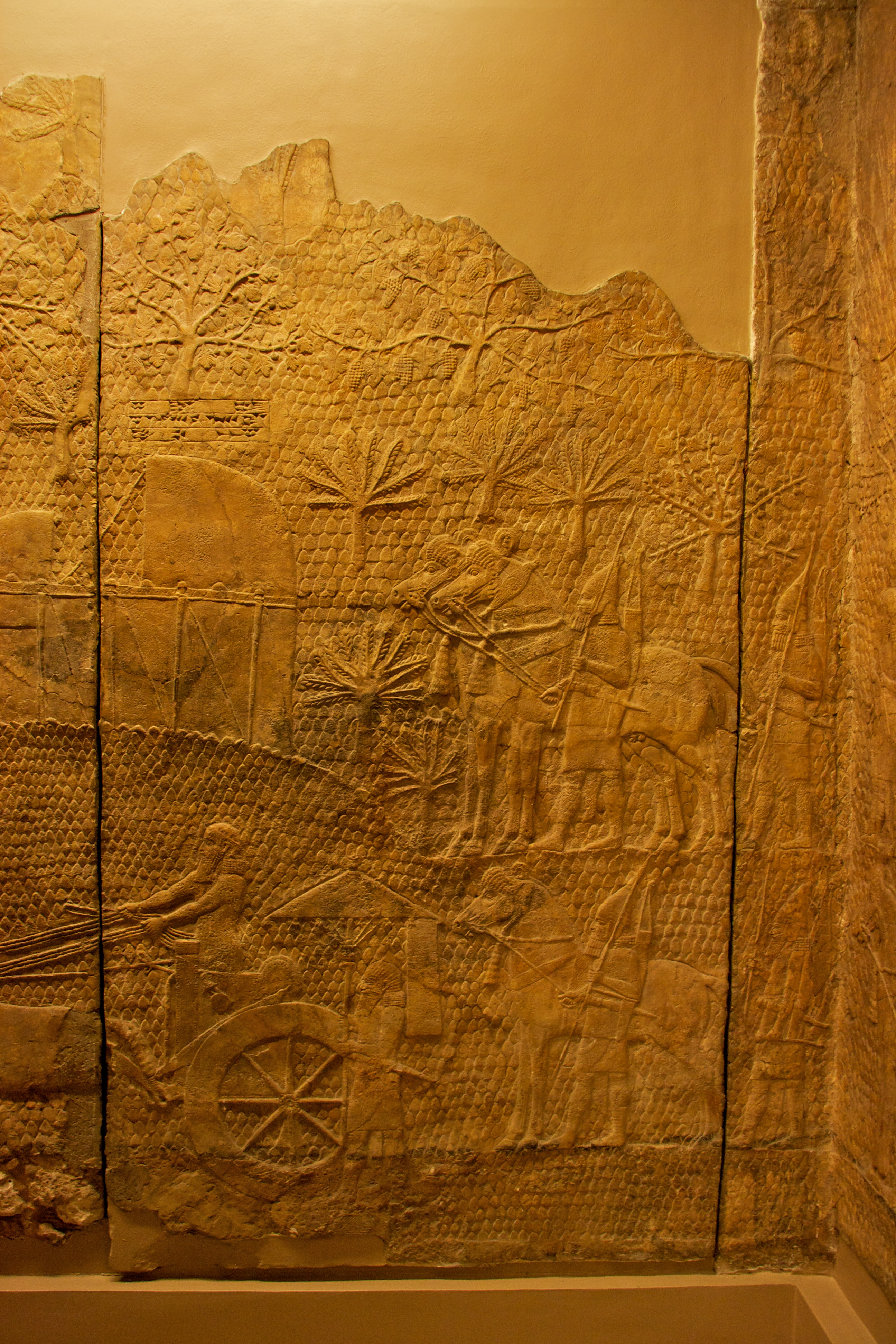
الملك سنحاريب يشرف على المعركة
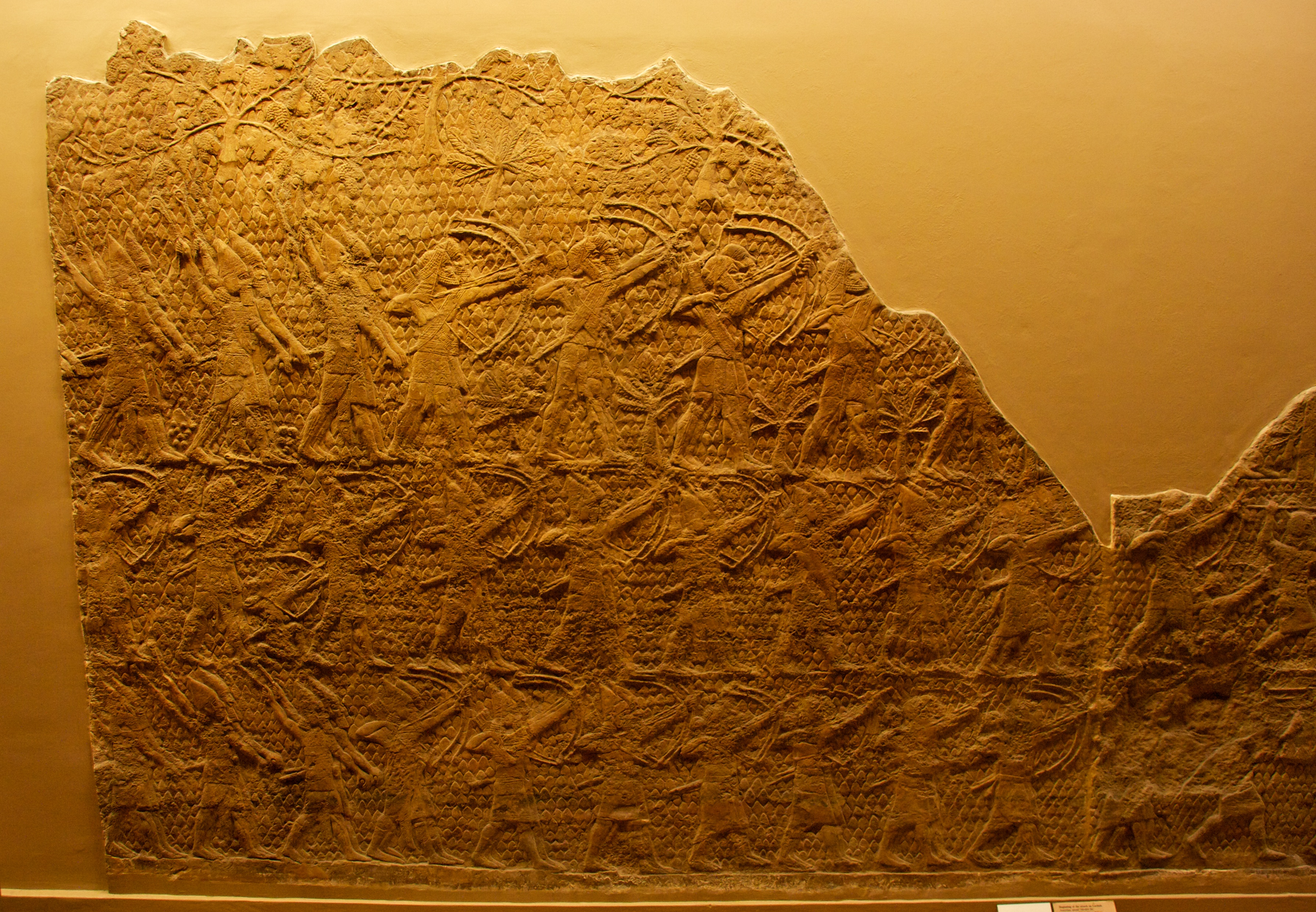
الرمـاة الاشـوريين بالدرع الثـقيل
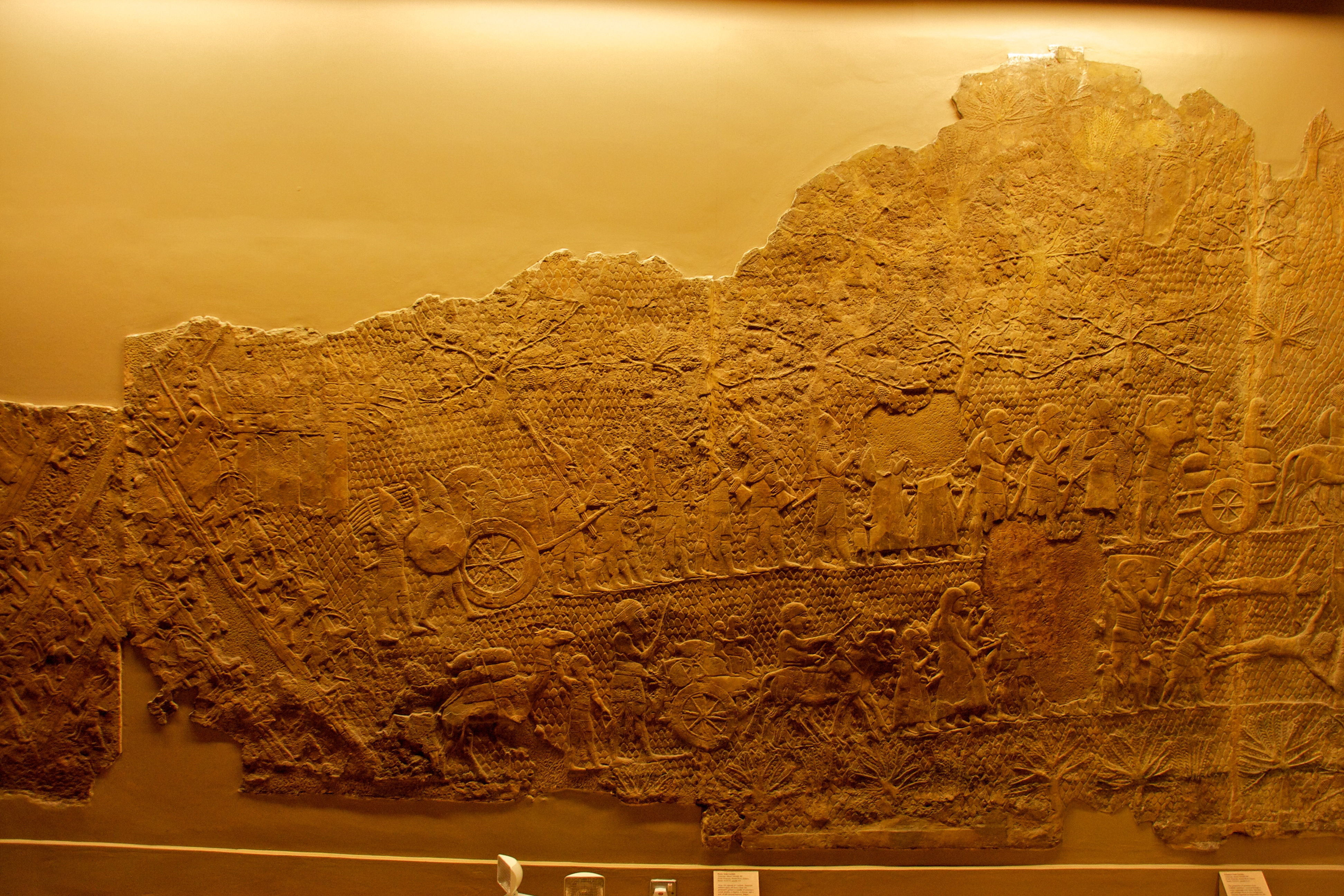
غـنائم من لكيش ينقلـها الاشورين
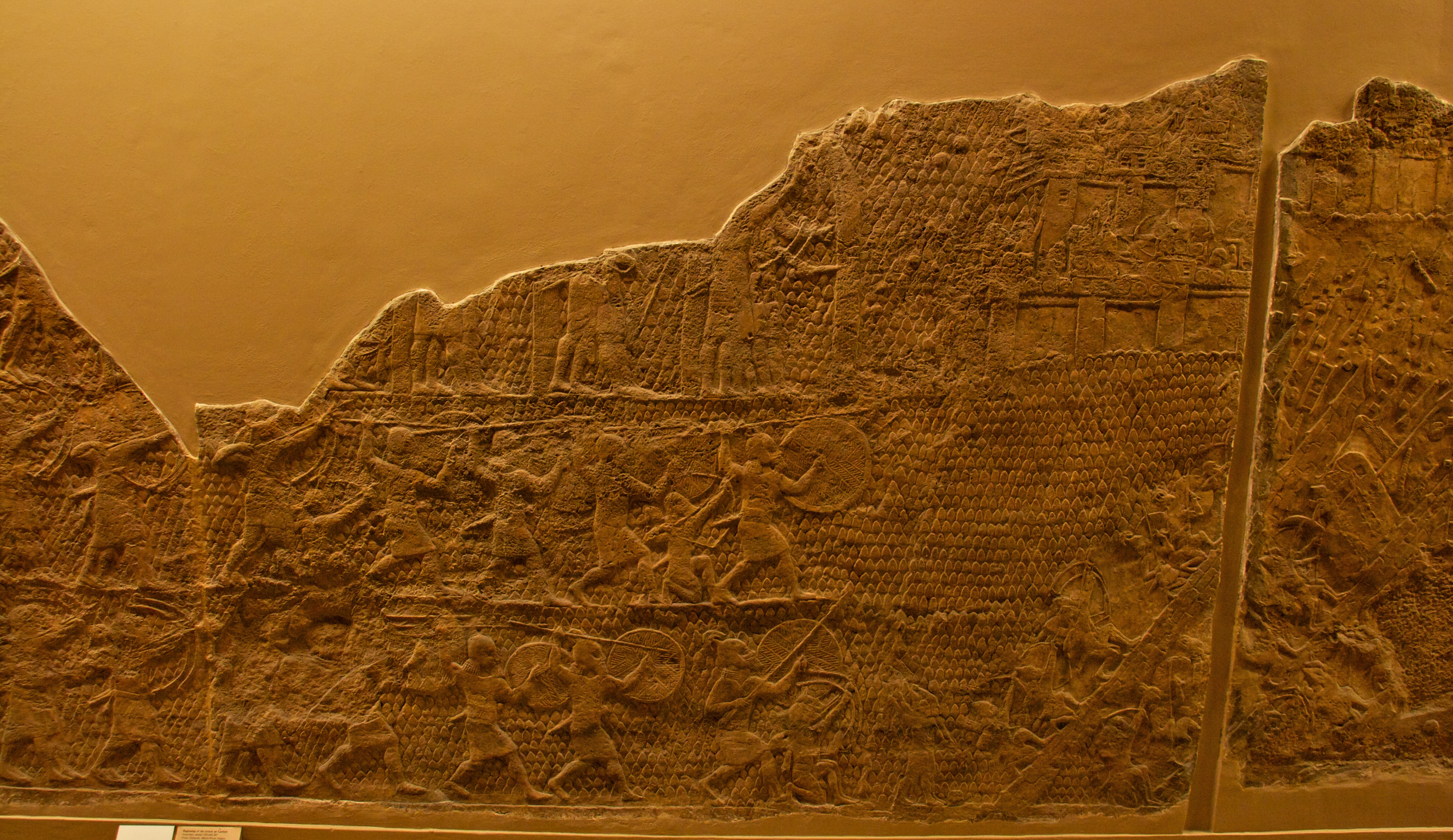
بـداية الـهجوم على المدينة
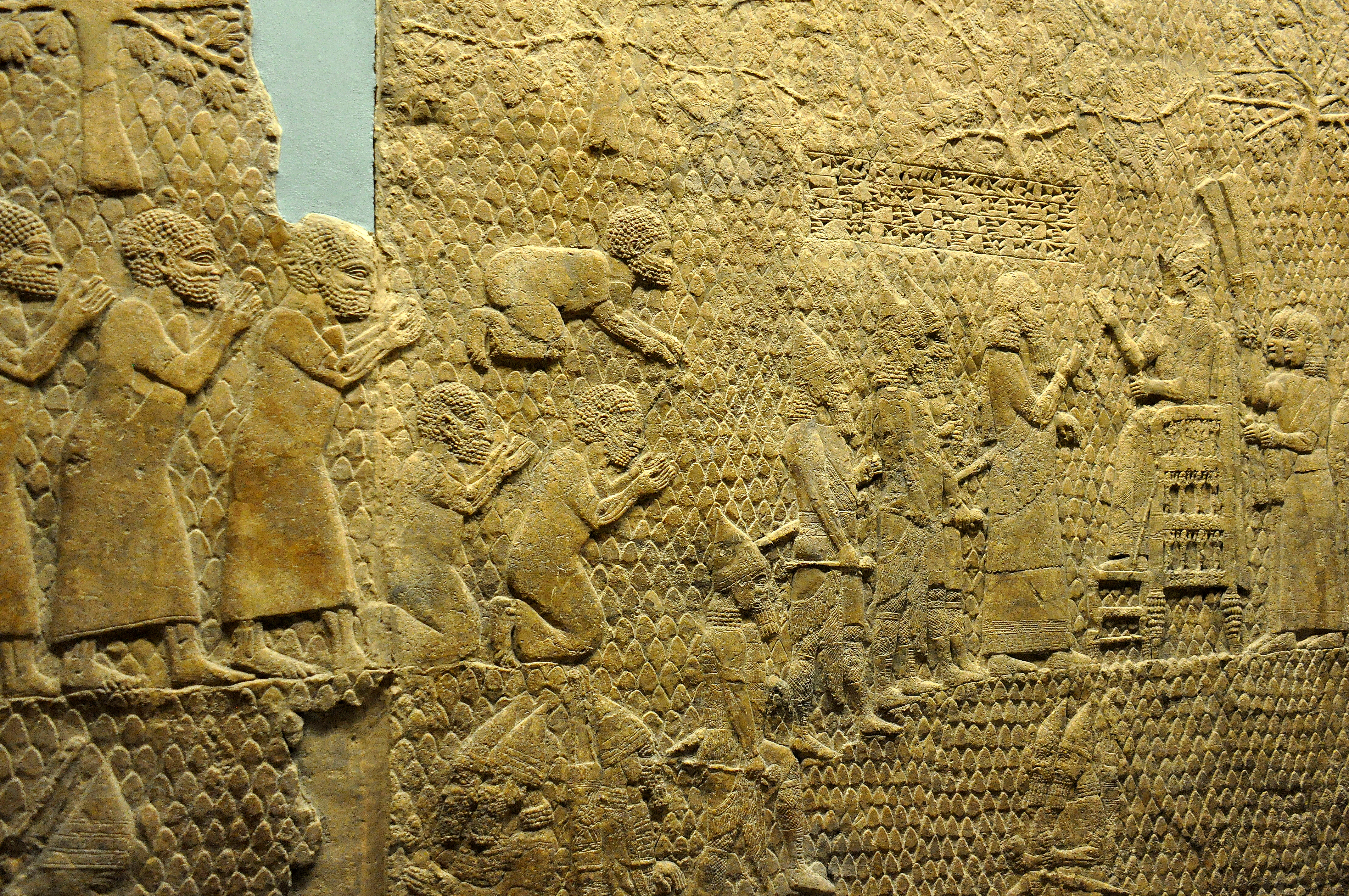
الملك سنحاريب محاط بالقيادات العلية يطلع على الاسرى والغنائم

## أنـظر أيضـا
- سنحاريب
- الإمبراطورية الآشورية الحديثة
- آشور
- نينوى